# 胡汝雨
胡汝雨，字均濟，浙江台州府天台縣人，明朝政治人物、進士出身。
鄉試十九名。洪武四年，會試十七名，登進士三甲，授大名府元城縣縣丞。